# Ammoniumsulfaat
Ammoniumsulfaat is een ammoniumzout van zwavelzuur, met als brutoformule (NH4)2SO4.
Ammoniumsulfaat wordt hoofdzakelijk als kunstmest gebruikt en wordt dan vaak zwavelzure ammoniak genoemd.
De synthese is eenvoudig, ammoniakgas wordt geleid door een 6 molair zwavelzuuroplossing. Ook het neutraliseren van een ammoniakoplossing met verdund zwavelzuur geeft na indampen ammoniumsulfaat. Dit gebeurt ook op boerenbedrijven in chemische luchtwassers. De stof wordt verder gebruikt bij de synthese van Mohrs zout. Ammoniumsulfaat wordt ook, samen met ammoniumfosfaat, toegepast in brandblusapparaten.
Ammoniumsulfaat kan bereid worden uit reactie van zwavelzuur en ammoniak:
{\displaystyle {\ce {2 NH3 + H2SO4 -> (NH4)2SO4}}}